# Critique (philosophie)
 (juillet 2010).
Si vous disposez d'ouvrages ou d'articles de référence ou si vous connaissez des sites web de qualité traitant du thème abordé ici, merci de compléter l'article en donnant les références utiles à sa vérifiabilité et en les liant à la section « Notes et références ».
Le mot critique dérive du terme grec kritikē (κριτική), signifiant « (l'art de) discerner », c'est-à-dire le fait de discerner la valeur des personnes ou des choses. Dans le domaine philosophique, Kant utilise le terme pour désigner un examen de réflexion de la validité et les limites de la capacité de l'homme ou d'un ensemble de revendications philosophiques. En philosophie moderne, il désigne une enquête systématique sur les conditions et conséquences d'un concept, la théorie, la discipline, ou une approche et une tentative de comprendre ses limites et la validité. Un point de vue critique, en ce sens, est le contraire d'un dogmatique.

## Histoire
Dans l'Antiquité, la critique, préliminaire obligé de toute éducation libérale, comprenait alors l'étude de la langue et l'appréciation des modèles littéraires. La parrhésie est considérée comme une vertu dans la Grèce antique hellénistique ; le mot est formé du grec ancien pan (« tout ») et rhema (« ce qui est dit ») trouvent ses origines dans la philosophie stoïcienne et épicurienne ; l’épicurien Philodème de Gadara est l’auteur d’un traité moral intitulé Peir Parrhesias, dont il ne reste que des fragments.
Kant a écrit :
« Nous traitons avec un concept dogmatique […] si nous le considérons comme contenu sous un autre concept de l'objet, qui constitue un principe de l'entendement et que nous le déterminons conformément à celui-ci. Mais nous l'acceptons en tant que seule critique si on la considère uniquement comme référence à nos facultés cognitives et, partant, les conditions subjectives de le penser, sans engagement de décider quoi que ce soit quant à son objet. »
Les penseurs ultérieurs ont utilisé le mot critique, dans une version plus large du sens kantien du mot, pour signifier l'enquête systématique sur les limites d'une doctrine ou un ensemble de concepts. Cette expansion référentielle conduit à l'idée de critique sociale, en particulier par les travaux théoriques de Karl Marx dans son Introduction générale à la critique de l'économie politique (1859). L'œuvre de Marx a inspiré l'École de Francfort de la théorie critique, maintenant le meilleur exemple dans l'œuvre de Jürgen Habermas. Ceci, à son tour, a contribué à inspirer la forme d'études culturelles de la critique sociale, qui traite des produits culturels et de leur réception comme preuve de plus des problèmes sociaux tels que le racisme ou le sexisme. La critique sociale a été étendue aux travaux de Michel Foucault et d'Alasdair MacIntyre. Dans leurs manières différentes et radicalement opposées, MacIntyre et Foucault vont bien au-delà du sens kantien original du terme critique en contestant les comptes de légitimation du pouvoir social. L'idée de la critique est aussi importante dans la théorie esthétique et littéraire formelle et des critiques occasionnelles d'une œuvre (un poème, une peinture ou une pièce de théâtre, par exemple) utilisent souvent le terme « critique » de manière plus lâche, n'offrant aucun argument sur la qualité réelle du travail, mais procédant généralement par référence à des attentes populaires ou des conventions du genre. Beaucoup de philosophes préfèrent distinguer ces « faibles » critiques (étayées par des arguments tirés de l'induction, des témoignages, des appels à l'autorité ou à l'émotion, du consensus, de la chaîne d'invraisemblances (par exemple l'effet papillon) ou d'un recours à l'analogie) de « fortes critiques » qui s'appuient uniquement sur la déduction, la preuve mathématique et la logique formelle. Les deux types de critique trouvent leur expression sous des formes très diverses : essais scientifiques, prises de position politiques, revues, périodiques, tracts spécialisés, politiques et religieux, témoignages de citoyens ou encore contre-interrogatoire judiciaire.